# Le Cercle des neiges
Pour plus de détails, voir Fiche technique et Distribution.
Le Cercle des neiges (La sociedad de la nieve) est un film hispano-américain co-écrit et réalisé par Juan Antonio Bayona, sorti en 2023 inspiré d'une histoire vraie.
Le film se déroule en octobre 1972. Le vol Fuerza Aérea Uruguaya 571 transporte une équipe de rugby uruguayenne au Chili. L'appareil s'écrase dans la cordillère des Andes. Les survivants, bloqués dans un environnement très hostile, doivent prendre des mesures extrêmes pour survivre.
Il s'inspire des événements liés au vol Fuerza Aérea Uruguaya 571 en 1972 et du livre La sociedad de la nieve de Pablo Vierci, paru en 2009. C’est la 5e adaptation de ce drame en film, après notamment Les Survivants (Alive en version originale) sorti en 1993.
Le film est présenté « hors compétition »  en clôture de la Mostra de Venise 2023.
En 2024, il remporte douze prix lors de la 38e cérémonie des Goyas et est nommé dans deux catégories à la 96e cérémonie des Oscars, dont meilleur film international.

## Synopsis

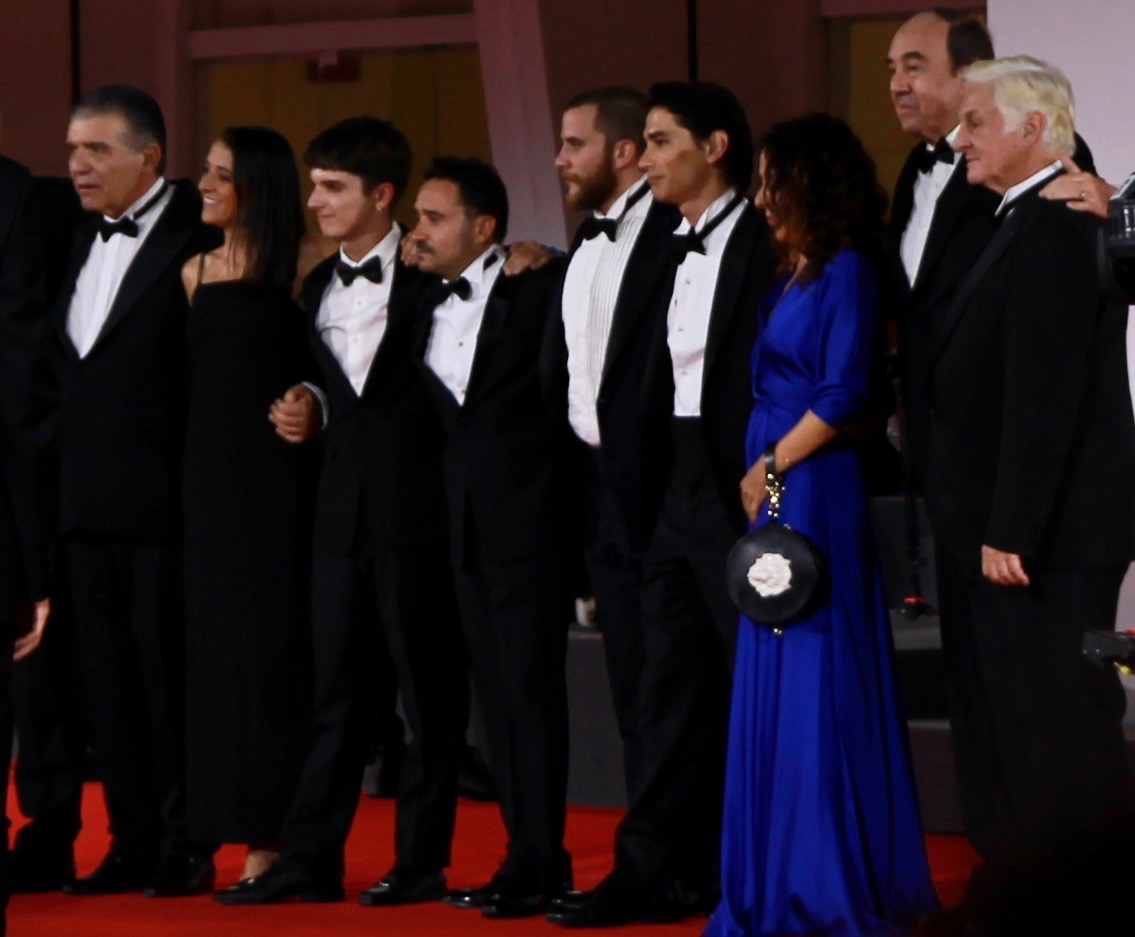
des membres du casting ainsi que des survivants du vol Fuerza Aérea Uruguaya 571 à l'avant-première du film en 2023.

En octobre 1972, l'équipe de rugby du Old Christians Club est à l'entraînement. Les rugbymen Gastón Costemalle, Roberto Canessa, Nando Parrado et Antonio Balbi cherchent à compléter la liste de passagers d'un vol vers Santiago où ils doivent jouer un match au Chili. Numa Turcatti, bien que réticent à l'idée de se joindre au voyage et n'y connaissant rien au rugby, se laisse finalement convaincre par ses amis.
Le 13 octobre 1972, le vol 571 survole les Andes. Il transporte 45 passagers à destination de Santiago : l'équipage (au nombre de 5 personnes), l'équipe de rugby, leurs familles et leurs amis. Une vingtaine de minutes avant l'atterrissage, l'avion connaît des difficultés pour survoler les montagnes environnantes, réputées comme difficile à traverser. En raison des conditions climatiques tempétueuses, la tentative de survol d'un pic montagneux échoue, et l'avion entre en collision avec celui-ci.
Les deux ailes et la queue de l'avion heurtent les rochers et se détachent. Sept passagers, toujours attachés sur leurs sièges, sont arrachés de l'avion par la succion extrême que provoque la rupture de la carlingue en plein air. Le reste du fuselage glisse rapidement sur une pente de la montagne avant d'arriver à un arrêt brutal qui projette le reste des passagers les uns contre les autres et les entraîne vers l'avant de l'avion. Nando, projeté contre la paroi de la cabine, se cogne la tête et tombe dans le coma. L'impact de l'arrêt final tue l'un des pilotes et blesse mortellement le copilote. Roberto Canessa, 19 ans, étudiant en médecine, est le premier à réagir et à aider les blessés. Federico Aranda a subi une profonde entaille à la jambe gauche, bien qu'il soutienne qu'elle n'est pas grave. Canessa soigne les blessures à la tête de Felipe. Antonio et Roy Harley arrachent des sièges pour trouver Alberto, grièvement blessé, mais vivant. Au total, 12 personnes meurent le jour de l'accident.
Au coucher du soleil, les survivants se préparent pour la nuit, à l'abri à l'intérieur du fuselage. Ils colmatent comme ils peuvent la déchirure à l'extrémité de la carlingue avec des bagages, se serrent les uns aux autres pour rester au chaud malgré la température glaciale et attendent le lever du jour.
Le lendemain, ils instituent un rationnement lorsqu'ils trouvent quelques denrées dans les valises éparpillées dans le crash. Ils consacrent des heures à l'écoute de la radio remise en état de marche, afin de connaître l'avancement des recherches effectuées pour les sauver. Ils sont cependant dévastés lorsqu'ils apprennent que les recherches sont interrompues au bout de 10 jours par les autorités en raison des conditions climatiques et de l'étendue des recherches. La nourriture, quant à elle, diminue rapidement, au point que les survivants envisagent par moments de manger la chair des cadavres restée fraîche grâce aux températures glaciales et à la neige.
Nando, qui était dans le coma, est réanimé au bout de 3 jours après le crash de l'avion. Il veille sur sa sœur Susana toujours inconsciente, après avoir appris le décès de sa mère pendant le crash. Après la mort de sa sœur quelques jours plus tard, il se jure de trouver un moyen de sortir de la montagne, à pied. Lorsque Roberto Canessa lui rappelle qu'il aura besoin de nourriture pour un voyage si long et hasardeux et que celle-ci fait défaut, Nando décide d'entreprendre son périple le plus tôt possible, bien que les conditions environnementales soient difficiles.
À la suite d'un grand débat, les autres passagers décident de manger la chair de leurs compagnons morts pour survivre. Loin de la carcasse de l'avion et des yeux des survivants, les frères Daniel et Eduardo Strauch s'occupent du travail le plus difficile et ouvrent la jambe d'un des cadavres avec un morceau de verre du cockpit, en extraient de la chair et la mangent. Chacun son tour, les survivants se repaissent, poussés par la faim et le désir de vivre. Quelques jours plus tard, une équipe de passagers se lance à l'est en éclaireurs, à la recherche de la queue de l'avion dans l'espoir de trouver de nouvelles batteries pour l'émetteur radio de la cabine de pilotage. Elle y découvre des morceaux de l'épave ainsi que plusieurs cadavres, passe la nuit au sommet, puis revient presque gelée pour annoncer que la queue de l'avion est introuvable.
Plusieurs jours plus tard, alors qu'une tempête de neige s'abat en pleine nuit, une avalanche déferle sur la carcasse de l'avion et l'emplit de neige. Huit personnes sont étouffées ou gelées à mort, y compris Marcelo, le capitaine de l'équipe de rugby. Les survivants passent plusieurs jours ensevelis, avant que Numa ne creuse un passage vers la surface tout en se blessant au pied, permettant au reste des passagers de s'extraire à l'air libre.
Une équipe dirigée par Nando finit par trouver la queue de l'avion vers l'ouest (projetée en direction du Chili, contrairement à ce que les survivants pouvaient penser au départ) et met la main sur les batteries. Mais elles s'avèrent trop lourdes pour être rapportées au reste de l'avion. Elle retourne alors chercher Roy, un des survivants, qui tente de raccorder la radio grâce à ses connaissances, sans succès. L'équipe rentre désemparée à la carcasse du fuselage avec les tissus d'isolation qu'elle a trouvés dans la queue, pensant s'en servir comme sac de couchage pour la prochaine expédition vers le Chili.
Plusieurs jours plus tard, l'état de Numa empire. Sa blessure au pied s'infecte, et il comprend que ses jours sont comptés. Il finit par mourir dans son sommeil, entouré des autres survivants, et s'avère être le dernier mort plus de 60 jours après le crash. Nando convainc Canessa avec une dernière lettre d'adieu de Numa que leur seul espoir de survie collective est de sortir de la montagne, coûte que coûte, pour chercher des secours. Nando et Canessa réussissent à sortir du massif montagneux par une vallée, après un périple de 10 jours. Mais leurs provisions finissent rapidement avariées à cause de la hausse des températures. Ils sont cependant secourus, 72 jours après l'accident, par un berger chilien, Sergio Catalán, qui part alerter les autorités après qu'un message envoyé par Nando a confirmé leur identité et la survie des autres survivants. Nando et Canessa peuvent alors signaler le lieu du crash à Montevideo. Canessa, resté au sol, enterre religieusement le reste de chair qu'il avait emmené comme provision lors de son périple, tandis que Nando guide les hélicoptères envoyés pour rapatrier ses amis survivants (qui comprennent en entendant les dernières nouvelles diffusées à la radio sauvée du crash que leurs compagnons ont réussi leur mission). Les deux hélicoptères récupèrent leurs 14 compagnons d'infortune encore en vie (contrairement aux faits réels, ou il faudra deux voyages, étalés sur deux jours pour tous les récupérer à cause des conditions difficiles).
Tandis que pour les deux premiers tiers du film, les évènements sont chroniqués du point de vue du jeune Numa jusqu'après son décès, pour le dernier tiers et l'épilogue, un des survivants (probablement Roberto) prend le relais: l'euphorie du peuple chilien et des familles des survivants concernant leur survie, la qualifiant de miracle, bien que nul dans le groupe des "miraculés" ne considère la comme telle, du fait des conditions infernales qu'ils ont supportées et la culpabilité d'avoir dû se résigner à dévorer leurs compagnons pour survivre. Un fait qu’ils révéleront dès leur retour à Montévidéo, lors d’une conférence de presse (suite à des fuites parues dans plusieurs journaux, appuyées par des photos et témoignages des sauveteurs chiliens). Le film se termine avec les survivants se retrouvant à l’hôpital tous ensemble, serrés les uns contre les autres, comme ils ont vécu dans la montagne...

## Fiche technique
Sauf indication contraire, les informations mentionnées dans cette section peuvent être confirmées par la base de données cinématographiques IMDb,  présente dans la section « Liens externes ».
- Titre original : La sociedad de la nieve
- Titre français : Le Cercle des neiges
- Titre anglophone international : Society of the Snow
- Réalisation : Juan Antonio Bayona
- Scénario : Juan Antonio Bayona, Bernat Vilaplana, Jaime Marques et Nicolás Casariego
- Production : Belén Atienza et Sandra Hermida
- Musique : Michael Giacchino
- Décors : Angela Nahum
- Costumes : Julio Suárez
- Photographie : Pedro Luque
- Pays de production :  Espagne,  États-Unis
- Format : couleurs — son Dolby Digital
- Genre : drame, historique, aventure, biographie, thriller
- Durée : 144 minutes
- Dates de sortie :
  - Italie : 9 septembre 2023 (Mostra de Venise)
  - France : 16 octobre 2023 (Festival Lumière)
  - Uruguay : 13 décembre 2023 (au cinéma)
  - Espagne : 15 décembre 2023 (au cinéma)
  - États-Unis : 22 décembre 2023 (au cinéma)
  - Monde : 4 janvier 2024 (sur Netflix)

## Distribution
- Enzo Vogrincic (VF : Maxym Anciaux) : Numa Turcatti
- Matías Recalt (VF : Jean-Stan Du Pac) : Roberto Canessa
- Agustín Pardella (VF : Aurélien Raynal) : Fernando « Nando » Parrado
- Tomás Wolf (VF : Arthur Raynal) : Gustavo Zerbino (es)
- Diego Vegezzi (VF : Théo Frilet) : Marcelo Pérez del Castillo
- Esteban Kukuriczka (VF : Gwendal Anglade) : Adolfo « Fito » Strauch
- Francisco Romero (VF : Loïc Hourcastagnou) : Daniel Fernández Strauch
- Esteban Bigliardi (VF : Swan Demarsan) : Javier Methol (es)
- Rafael Federman : Eduardo Strauch Urioste
- Felipe González Otaño (VF : Andrea Santamaria) : Carlos « Carlitos » Páez Rodríguez
- Agustín Della Corte (VF : Loïc Mobihan) : Antonio « Tintín » Vizintín
- Valentino Alonso (VF : Gauthier Battoue) : Alfredo « Pancho » Delgado
- Simón Hempe (VF : François Bérard) : José Luis « Coche » Inciarte
- Fernando Contigiani García (VF : Léo Faure) : Arturo Nogueira
- Benjamín Segura : Rafael « El Vasco » Echavarren
- Rocco Posca (VF : Gabriel Bismuth-Bienaimé) : Ramón « Moncho » Sabella
- Jerónimo Bosia (es) : Francisco « Panchito » Abal (es)
- Luciano Chatton : Pedro Algorta (es)
- Agustín Berruti : Bobby François
- Valentino Alonso (VF : Jonathan Potey) : Alfredo 'Pancho' Delgado
- Juan Caruso (VF : Luca Garzo) : Álvaro Mangino
- Andy Pruss (VF : Alexis Gilot) : Roy Harley
- Santiago Vaca Narvaja (VF : Tom Boutry) : Daniel Maspons
- Paula Baldini (VF : Aude Saintier) : Liliana Methol
- Maximiliano de la Cruz (es) : le lieutenant-colonel Dante Lagurara
- Federico Aznarez : Enrique Platero
- Alfonsina Carrocio : Susana Parrado
- Silvia Giselle Pereyra : Eugenia Parrado
- Virginia Kaufmann : Esther Nicola
- Felipe Ramusio : Diego Storm
- Blas Polidori (VF : Mathéo Rabeyrin) : Gustavo « Coco » Nicolich
- Emanuel Parga (VF : Kévin Goffette) : Carlos Roque
- Ezequiel Fadel Hinojosa : Sergio Catalán, le berger qui aide Roberto Canessa et Fernando Parrado le 21 décembre.
- Louta (es) (VF : Vincent Leprette) : Gastón Costemalle
- Carlos « Carlitos » Páez Rodríguez : Carlos Páez Vilaró, son père

## Production

### Attribution des rôles
La plupart des acteurs du film sont originaires d’Uruguay et d'Argentine et inconnus du grand public.

### Tournage
La majorité du tournage s'est déroulé en extérieur en Espagne et à Montevideo. La photographie principale s’est déroulée sur 138 jours de tournage, de janvier à décembre 2022.

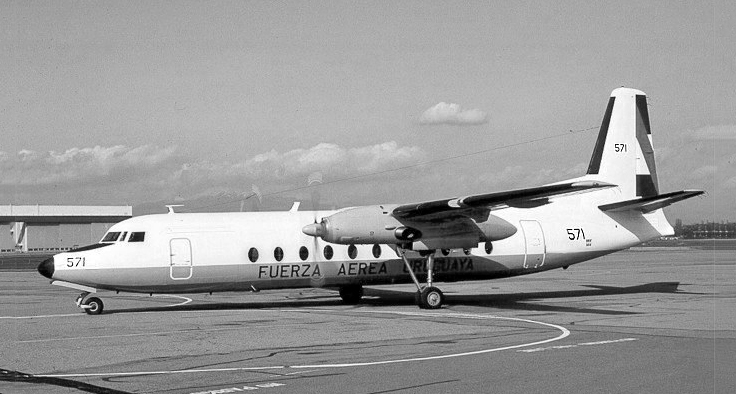
Réplique du Fairchild FH-227D uruguayen écrasé dans les Andes en octobre 1972.

Trois répliques de Fairchild FH-227 ont été construites pour représenter l'accident.
Une grande partie a été filmée dans la Sierra Nevada, en Andalousie. Entre janvier et fin avril 2022, il fallut faire avec la rareté de la neige et les Tempêtes de sable du Sahara couvrant les montagnes en orange.
D’autres parties ont également été filmé à Madrid dont la Puerta de Alcalá, la Gran Vía, le Palais royal de Madrid et la Cathédrale de l'Almudena.
Le tournage à Montevideo sur plusieurs lieux a duré jusqu’à la fin du mois de juillet 2022.

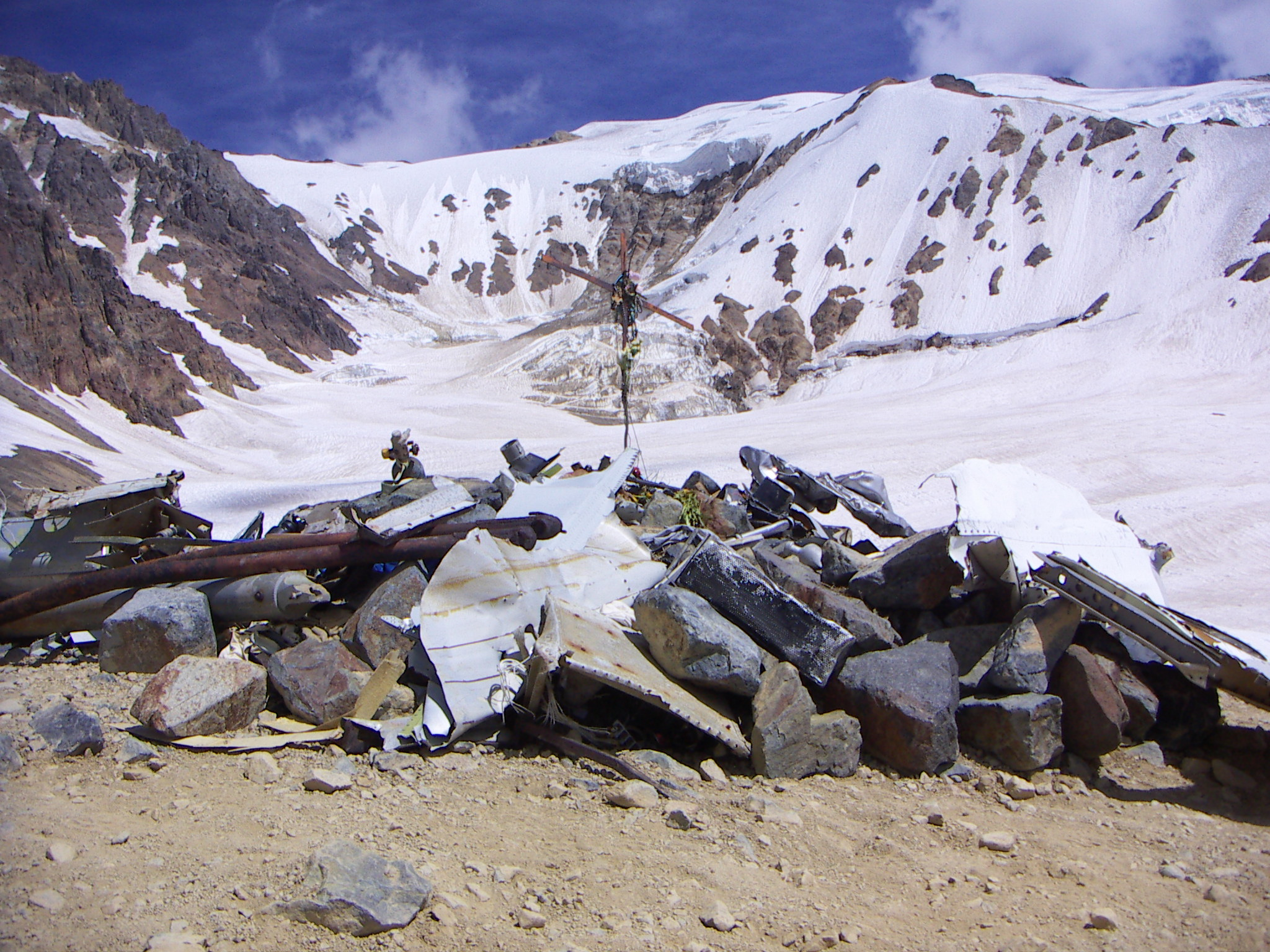
Mémorial sur le site du Crash

L’unité de tournage a décidé de filmer quelques parties extérieures directement dans les Andes, dont le site de l’accident, El Valle de las Lágrimas (34° 45′ 53,5″ S, 70° 17′ 06,6″ O).

## Distinctions

### Récompenses
- Prix du cinéma européen 2023 : 
  - Meilleurs maquillage et coiffure
  - Meilleurs effets spéciaux
- Prix Feroz 2024 : meilleure réalisation et meilleure bande annonce[4],[5]
- Goyas 2024[6],[7] : 
  - Meilleur film (Belén Atienza, Juan Antonio Bayona, Sandra Hermida Muñiz);
  - Meilleur réalisateur (Juan Antonio Bayona);
  - Meilleur espoir masculin (Matías Recalt, dans le rôle de Roberto Canessa);
  - Meilleure direction de production (Margarita Huguet);
  - Meilleur montage (Andrés Gil, Jaume Martí);
  - Meilleure musique originale (Michael Giacchino);
  - Meilleure photographie (Pedro Luque);
  - Meilleure direction artistique (Alain Bainée);
  - Meilleurs costumes (Julio Suárez);
  - Meilleurs maquillages et coiffures (Ana López-Puigcerver, Belén López-Puigcerver, Montse Ribé);
  - Meilleur son (Jorge Adrados, Oriol Tarragó, Marc Orts);
  - Meilleurs effets spéciaux (Pau Costa, Félix Bergés, Laura Pedro).
- Prix Platino 2024[8],[9] :
  - Meilleur film de fiction
  - Meilleur réalisateur
  - Meilleur acteur pour Enzo Vogrincic
  - Meilleure photographie
  - Meilleur montage
  - Meilleur son
- Prix du Círculo de Escritores Cinematográficos[10] :
  - Meilleur film[11]

### Nominations
- Golden Globes 2024 : Meilleur film en langue étrangère
- Prix Feroz 2024 : meilleur film dramatique et meilleure musique originale
- BAFTA 2024 : Meilleur film en langue étrangère
- Oscars 2024 :
  - Meilleur film international;
  - Meilleurs maquillages et coiffures.
- Goyas 2024[12] : 
  - Meilleur film (Belén Atienza, Juan Antonio Bayona, Sandra Hermida Muñiz);
  - Meilleur réalisateur (Juan Antonio Bayona);
  - Meilleur espoir masculin (Matías Recalt, dans le rôle de Roberto Canossa);
  - Meilleur scénario adapté (Bernat Vilaplana, Juan Antonio Bayona, Jaime Marques-Olarreaga, Nicolás Casariego;
  - Meilleure direction de production (Margarita Huguet);
  - Meilleur montage (Andrés Gil, Jaume Martí);
  - Meilleure musique originale (Michael Giacchino);
  - Meilleure photographie (Pedro Luque);
  - Meilleure direction artistique (Alain Bainée);
  - Meilleurs costumes (Julio Suárez);
  - Meilleurs maquillages et coiffures (Ana López-Puigcerver, Belén López-Puigcerver, Montse Ribé);
  - Meilleur son (Jorge Adrados, Oriol Tarragó, Marc Orts);
  - Meilleurs effets spéciaux (Pau Costa, Félix Bergés, Laura Pedro).

### Sélection
- Mostra de Venise 2023 : hors compétition, film de clôture[13].